# Número da Besta
O número da besta ou marca da besta é, de acordo com a tradição cristã, o número correspondente ao sinal da besta.
Os manuscritos gregos (na realidade cópias de um protótipo que, ainda que outros discutam a originalidade, foi escrito em hebraico) escrevem como εξακόσια δεκαέξι (616).
O estabelecimento do contexto histórico dos leitores originais do livro de Apocalipse depende de fixarmos uma data para sua escrita. No entanto, não há um acordo entre os estudiosos acerca de quando o livro foi realmente escrito. Todavia uma tradição cristã da época de Irineu defende que o livro teria sido escrito na época do imperador Domiciano.
A tradução da tal profecia para o português seria:

"E faz que a todos, pequenos e grandes, ricos e pobres, livres e servos, lhes seja posto um sinal na mão direita ou na testa, para que ninguém possa comprar ou vender, senão aquele que tiver o sinal, ou o nome da besta, ou o número do seu nome. Aqui há sabedoria. Aquele que tem entendimento calcule o número da besta, porque é número de homem; e seu número é seiscentos e sessenta e seis."

## Origem

### Introdução
A origem da profecia está associada ao trecho das Escrituras Sagradas Judaico-Cristã (o termo Judaico-Cristão é apropriado para caracterizar o conjunto de livros composto pelo Antigo Testamento e Novo Testamento; a Bíblia Sagrada dos Cristãos), mais precisamente no Livro de Apocalipse (Livro de Revelações escrito por João Evangelista), no capítulo 13. O livro de Apocalipse trata de revelações dadas pelo Deus Bíblico, relatando acontecimentos proféticos de um determinado período do tempo da história, a saber, o último período da contagem dos dias antes do fim dos tempos. Sua essência foi usada como fonte de superstições no decorrer da história.
A associação do tipo de marca tratado em Apocalipse 13 faz ênfase ao costume comum de se marcar aquilo que lhe é de propriedade. Emblemas feitos a ferro e aquecidos ao fogo são usados para marcar e identificar animais de porte econômico como gados, cavalos, etc. Uma associação provável do uso de marcas em homens está relacionada à téssera, sinal marcado sobre os escravos romanos. O autor de Apocalipse associa à restrição do mercado aos que possuíssem a marca da besta (Apocalipse 13:16-17).

### O número 6 das bestas-feras e o número de homem
"Aqui há sabedoria. Aquele que tem entendimento calcule o número da besta, porque é número de homem; e seu número é seiscentos e sessenta e seis." (Apocalipse 13:18)
O número chave que compõe a expressão "seiscentos e sessenta e seis" é o número 6 (seis), que aparece de forma tríplice na sua forma descritivamente numérica: 666.
"E disse também Deus: Produza a terra seres vivente, conforme a sua espécie: animais domésticos, répteis e bestas-feras, segundo a sua espécie. E assim se foi. E fez Deus as bestas-feras, segundo a sua espécie,e os animais domésticos segundo a sua espécie,e todos os répteis da terra conforme a sua espécie. E viu Deus que isso era bom.
Também disse Deus: Façamos o homem à nossa imagem, conforme a nossa semelhança; e domine sobre os peixes do mar, e sobre as aves dos céus, e sobre os animais domésticos, e sobre toda a terra, e sobre todo réptil que se rastejam pela terra… E viu Deus tudo quanto fizera, e eis que era muito bom; houve tarde e a manhã, o dia sexto" (Gênesis 1:24-26,31)
A primeira aparição bíblica que leva a citação ao número 6 aparece no livro de Gênesis. Em Gênesis capítulo 1, no trecho b do versículo 31, lê-se: "e foi a tarde e a manhã: o dia sexto". Perceptivelmente, durante o processo da criação dos seres viventes que estão enquadrados ao período do dia sexto da Gênesis, entre outras criaturas, aparecem: as bestas-feras (Gênesis 1:24) e o próprio homem (Gênesis 1:26).

### 666 e a trindade satânica
"E da boca do dragão, e da boca da Besta, e da boca do falso profeta vi saírem três espíritos imundos, semelhantes a rãs, porque são espíritos de demônios, que fazem prodígios; os quais vão ao encontro dos reis de todo o mundo para os congregar para a batalha, naquele grande Dia do Deus Todo-Poderoso" (Apocalipse 16:13-14)
No Apocalipse, todo o complexo dado para a formação da profecia do fim dos tempos possui uma estrutura revelada em forma de uma trindade: o dragão, a besta e o falso profeta. Visto que 6 é o número do homem, pois foi criado no sexto dia por Deus (Gênesis 2:26-31); o número "666" representa uma trindade humana imitando a trindade divina, a trindade: Pai, Filho e Espírito Santo. Sendo assim, três vezes seis deve referir-se a uma estrutura humana homem que se apresenta como a trindade divina. Assim como os imperadores romanos e muitos outros, antes e depois deles, o Anticristo, chamado também de "O Assolador" (Daniel 9:27), se julgarão igual a Deus (2 Tessalonicenses 2:4).

## A besta
Durante o decorrer da história, pessoas, organizações e mercadorias acabaram por receber o atributo de serem manifestações da Besta por possuírem um perfil apologético, não só em relação ao número referenciado, mas também por terem um perfil com índole maquiavélica, soberba e profana, segundo referências em costumes de cunho cristão. Um exemplo é dado pelos estudiosos que editaram uma versão da Bíblia chamada "Bíblia de Jerusalém" (ISBN 85-349-2000-1), que atribuem a Nero o Número da Besta a que se refere João em Apocalipse, já que em grego e em hebraico eram atribuídos valores numéricos às letras segundo o lugar que elas ocupavam no alfabeto, coincidindo a quantificação do nome de Nero (César-Neron) com o número; e, juntando o fato de que os cristãos, na época em que foi escrito o Apocalipse, viriam a sofrer sangrentas perseguições por parte de Roma e do Império romano. Tal conclusão, porém, não representa o entendimento unânime entre as Igrejas Cristãs, que entendem que o conteúdo tratado por João Evangelista são de acontecimentos futuros (profecias) à época da transcrição do Apocalipse.
Segundo estudiosos, o mencionamento bíblico faz referências a duas bestas: a Besta que sobe do mar (versículo 13:1a) e a Besta que sobe da terra (versículo 13:11a); dando ênfase à duas atividades distintas de uma mesma manifestação proposital. Um monstro com várias cabeças, adornada com chifres e diademas, que se ergueria no cenário profético impactando aqueles que se deparam com tal profecia.

### A besta que subiu do mar
"Então vi subir do mar uma besta que tinha sete cabeças e dez chifres, e sobre os seus chifres dez diademas, e sobre as suas cabeças nomes de blasfêmia." (Apocalipse 13:1)

### A besta que subiu da terra
"E vi subir da terra outra besta, tinha dois chifres semelhantes aos de um cordeiro; e falava como dragão." (Apocalipse 13:11)
As interpretações aqui dadas dão ênfase à palavra cordeiro com a intenção de pôr-se semelhante ao Messias, o Cristo, que também é chamado de "O Cordeiro de Deus" que tira o pecado do mundo; e a palavra dragão como um complemento profético distinguindo-o como uma espécie de "Messias do Diabo", já que a palavra Dragão o próprio Apocalipse dá o seu significado: "E foi precipitado o grande dragão, a antiga serpente, chamada o Diabo e Satanás, que engana todo o mundo" (Apocalipse 12:9).
Este trecho revela o surgimento de um suposto remidor (cordeiro) que fará oposição (dragão) a Cristo, e exigirá ser adorado, e sua adoração acarretaria em total idolatria, gerando a desqualificação do Deus bíblico e de Jesus Cristo (1ª João 2:22; 1ª João 4:3; 2ª João 1:7), acarretando a condenação perpétua do indivíduo que a tal criatura adorar (Apocalipse 14:9-11).

## A Grande Babilônia

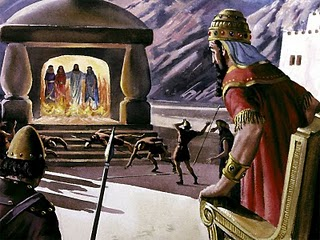
Daniel 3.

"E levou-me em espírito a um deserto, e vi uma mulher assentada sobre uma besta de cor de escarlata, que estava cheia de nomes de blasfêmia, e tinha sete cabeças e dez chifres. E a mulher estava vestida de púrpura e de escarlata, e adornada com ouro, e pedras preciosas e pérolas; e tinha na sua mão um cálice de ouro cheio das abominações e da imundícia da sua prostituição; E na sua testa estava escrito o nome: Mistério, a grande babilônia, a mãe das prostituições e abominações da terra." (Apocalipse 17:3-5)
No trecho bíblico referente a época da Babilônia, temos o relato de Daniel sobre a exaltação do governo da Babilônia como forma de instituição de uma Religião mediante o governo de Nabucodonozor. Uma estátua foi erigida para adoração, na qual possuía medidas de 60 covâdos de altura e 6 covados de largura. No modelo Bíblico, o governo da Babilônia comete "blasfêmia" ao não adorar o deus judaico-cristão.

## Superstições aos números
Os números 13 e 666 retêm um significado peculiar na cultura e psicologia das sociedades ocidentais. É perceptível como muitos tentam evitar os supostos números de "azar" 13 e 666; e as fobias a esses números são chamadas de "triscaidecafobia" e "hexacosioihexecontahexafobia", respectivamente. Por exemplo, quando a gigantesca fábrica de CPU Intel introduziu o Pentium III 666 MHz em 1999, eles escolheram para o mercado o Pentium III 667 com o pretexto de que a velocidade 666,666 MHz teria mais específicamente proximidade ao inteiro 667 do que o inteiro 666 MHz. Curiosamente, também, da mesma forma a empresa desenvolvedora de softwares Corel, ao lançar o que seria a versão 13 do seu conjunto de ferramentas para editorações gráficas, os lançou batizando-os de CorelDraw Graphics Suite X3, que é a versão 13 e posterior a versão 12, caracterizando assim sua superstição ao número.
A organização mundial Scholas Occurrentes, promovida pelo papa Francisco e voltada para a inclusão educativa e a paz rejeitou uma doação de 16,666 milhões de pesos (equivalente a US$ 1,1 milhão) do governo argentino. Em carta aos diretores José María del Corral and Enrique Palmeyro, o papa disse que a quantia era grande demais para um momento tão complicado no país. Em carta para o chefe de gabinete argentino Marcos Peña, os diretores do Scholas Occurrentes confirmaram a decisão de suspender a doação levando em consideração que alguns poderiam interpretar errado o gesto.
Há também a superstição de que o número "666" esteja vinculado ao sistema do código de barras, que tem 6 números a cada conjunto de barras; ou ao IPv6, lançado em 6 de junho de 2012.